# Любомир Тосков
Любомир Тосков е български скиор, състезател по ски бягане, участник на зимните олимпийски игри в Инсбрук през 1976 г.

## Биография
Любомир Тосков е роден на 17 декември 1945 г. Участва на зимните олимпийски игри в Инсбрук (1976). 
Резултати от Инсбрук 1976
15 km: 26-и от 80 участници
30 km: 48-и от 69 участници
50 km: 39-и от 59 участници
Щафета 4 × 10 km: 14-а от 16 щафети